# Ginevra Cantofoli
Ginevra Cantofoli (1618 Bologna – 1672 Bologna) byla italská malířka aktivní v barokním období.

## Životopis a dílo

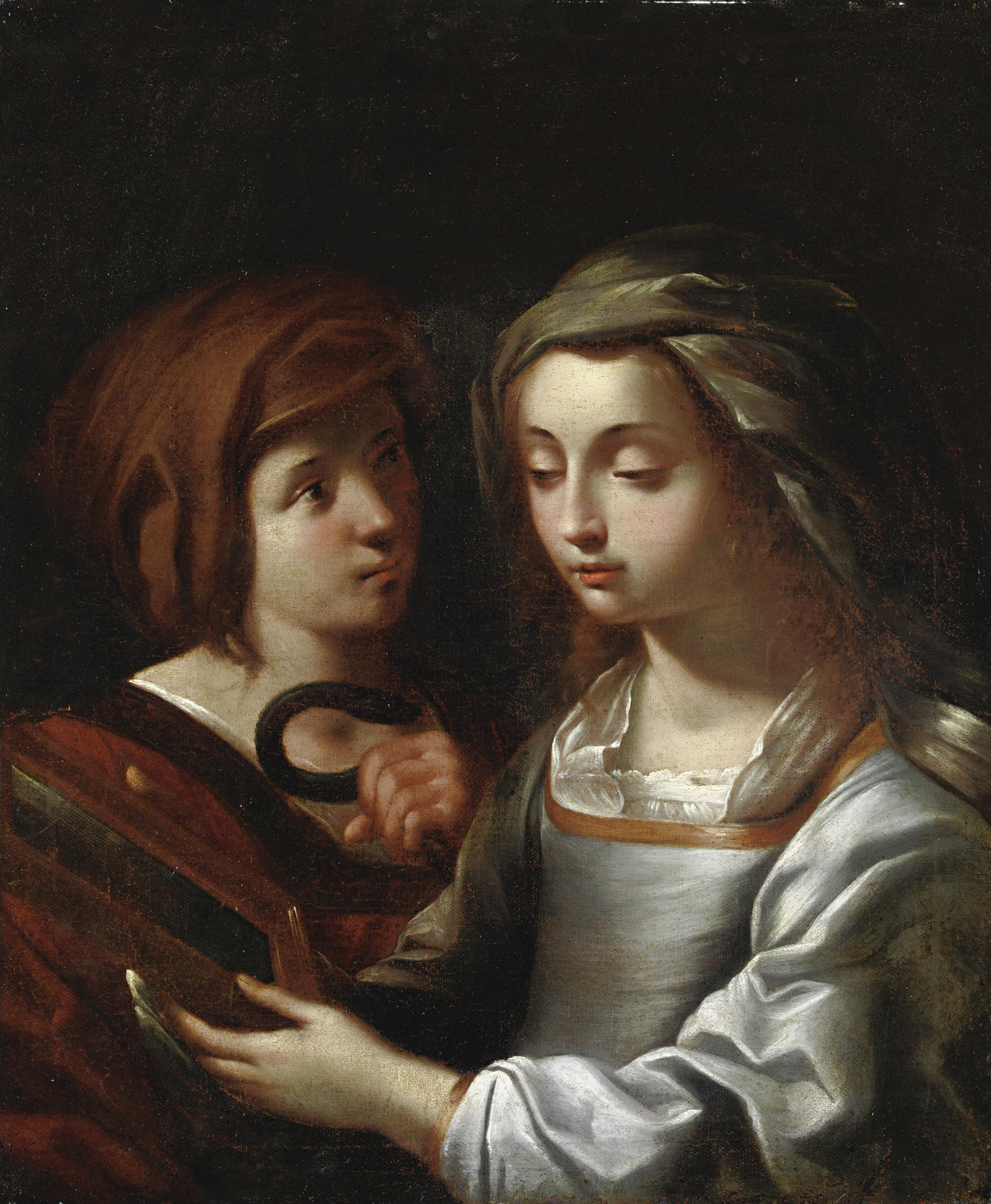
Alegorická scéna, datum neznámé

Cantofoli se narodila v italské Bologni v roce 1618 a malovat začala celkem pozdě. Umělecké vzdělání získala od Elisabetty Sirani v Boloni. Vytvořila velmi působivé portréty žen, alegorie i náboženské obrazy.
Malovala díla pro několik kostelů. Mezi tyto práce patřila například Poslední večeře, téma u malířek ojedinělé, pro kostel San Procolo, sv. Tomáš z Villanovy pro San Giacomo Maggiore v Boloni nebo Svatá Apolena pro kostel La Morte. Její vynikající portrét Beatrice Cenci, jí připisovaný, je zcela v duchu jejich obrazů s působivou hrou světla a stínu. Inspiroval anglického básníka Shelleyo k napsání hry Cenci.